# Baeognatha
Baeognatha es un género de himenópteros apócritos de los bracónidos. Contiene 9 especies:

## Especies
- Baeognatha babiyi	Zettel 1990;
- Baeognatha armenica	Telenga 1955;
- Baeognatha canariensis	Szepligeti 1908;
- Baeognatha niger	Telenga 1955;
- Baeognatha javana	Bhat & Gupta 1977;
- Baeognatha luzonica	Bhat & Gupta 1977;
- Baeognatha marshi	Bhat & Gupta 1977;
- Baeognatha muesebecki	Bhat & Gupta 1977;
- Baeognatha relativa	Bhat & Gupta 1977.